# Calliope pectoralis
El ruiseñor pechinegro o petirrojo de los Himalayas (Calliope pectoralis) es una especie de ave paseriforme de la familia Muscicapidae. Está estrechamente relacionado con el ruiseñor calíope. Se distribuye a lo largo de las montañas del Himalaya desde Afganistán hasta Birmania. Se reconocen varias subespecies a través de su amplia gama.

## Descripción

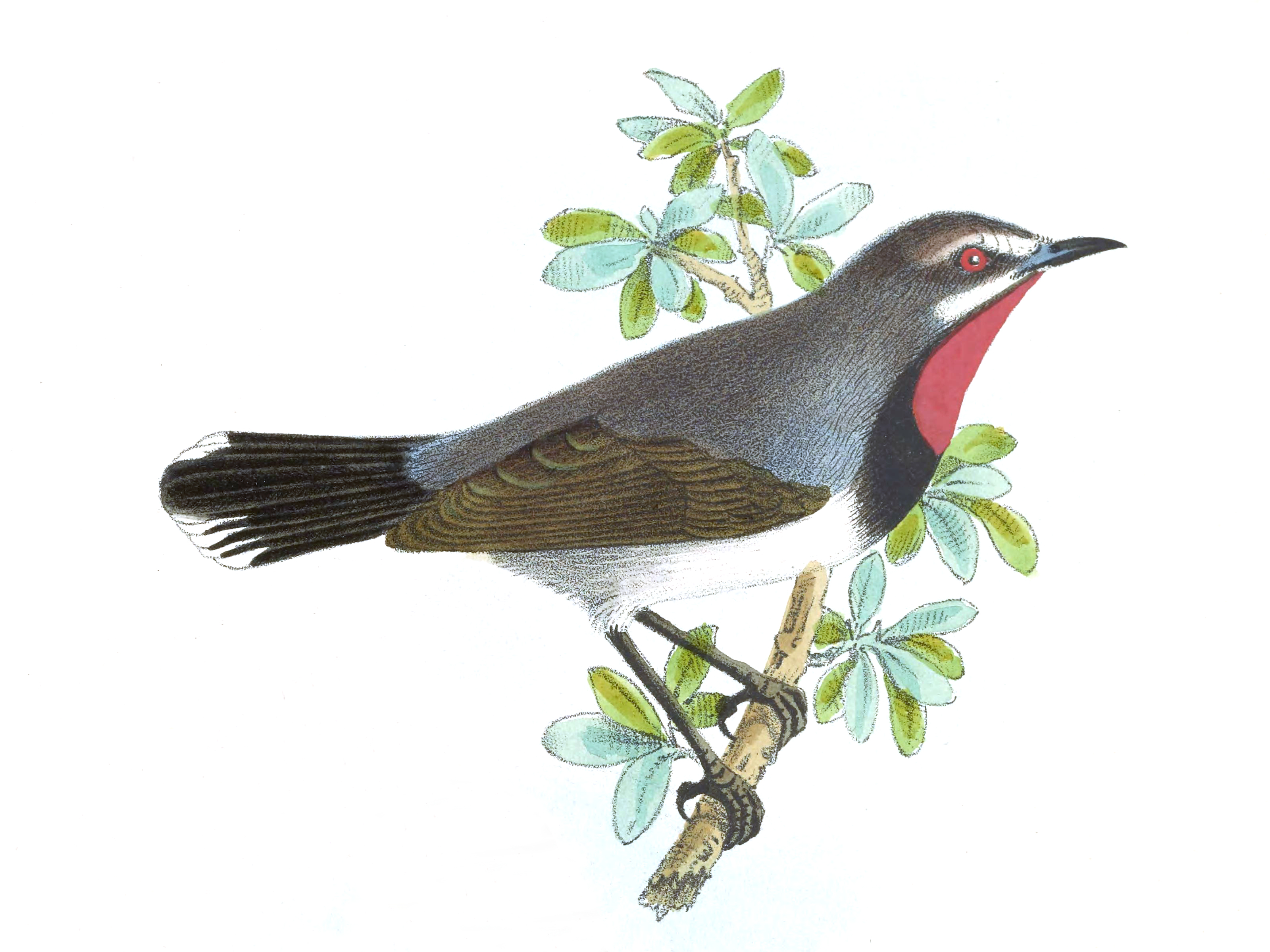
Ilustración de L. p. tschebaiewi (1877)

El macho es de color marrón pizarroso por encima con la frente y ceja superciliar blancas. Las alas son de color marrón y la cola es negruzca con la base y puntas blancas. Los lados de la garganta y el pecho son de color negro y el centro de la barbilla y la garganta son escarlata. Las plumas negras en el pecho están bordeadas de gris. El vientre y la cloaca son de color blanco. La hembra es más apagada, gris parduzco en la parte superior con una ceja difusa y las partes inferiores ahumadas. El centro de la garganta es blancuzco, con una corta franja blanquecina en las poblaciones orientales.
En la subespecie encontrada en Afganistán y las Tien Shan, C. p. ballioni, los machos son más pálidos que la subespecie nominal de los Himalayas occidentales. En el Himalaya central y oriental de Sikkim y Bután, C. p. confusa, es similar, pero los machos son más negruzcos en la parte superior y tienen la frente blanca más prominente. El borde de la meseta tibetana desde Ladakh hasta Gansu es el área de reproducción de la subespecie C. p. tschebaiewi que inverna en Assam y Sikkim. Tiene un patrón de cara que se asemeja al del ruiseñor calíope. Al ser bastante distintiva y, posiblemente, más cercana al ruiseñor calíope, la taxonomía y la colocación de esta población así como el tratamiento general de este par de especies ha sido cuestionado.
En el pasado la especie ha sido incluida en los géneros Erithacus y Luscinia. Un estudio de 2010 basado en secuencias nucleares y mitocondriales encontró un clado formado por los antiguos L. pectoralis, L. calliope y L. pectardens que está bien separado de los demás incluidos en Luscinia. Por lo que los autores sugirieron que pueden ser reintegrados en el género Calliope.

## Distribución y hábitat
Habita en Asia Central y el subcontinente indio, se distribuye a través de Afganistán, Bangladés, Bután, India, Kazajistán, Myanmar, Nepal, Pakistán, Rusia, Tayikistán, Tailandia, Turkmenistán y Uzbekistán. Se traslada hacia el norte y a altitudes más altas en verano y se mueven a elevaciones más bajas y hacia el sur en invierno. La subespecie ballioni se encuentra en la parte occidental y norte del área de distribución, mientras que la población nominal se presenta a lo largo de la cordillera del Himalaya occidental y central en la India. La subespecie  confusa que bien podría representar variación clinal en lo oscuro del plumaje superior del macho se encuentra de Sikkim a Assam. La subespecie tschebaiewi se reproduce a lo largo del borde de la meseta tibetana e inverna al sur, desde Nepal a Assam. Su hábitat natural son bosques abiertos y matorrales. A veces pueden presentarse en las llanuras bajas durante el verano, pero un registro al sur en Londa cerca de Goa se ha determinado como petirrojo siberiano identificado erróneamente.

## Comportamiento y ecología

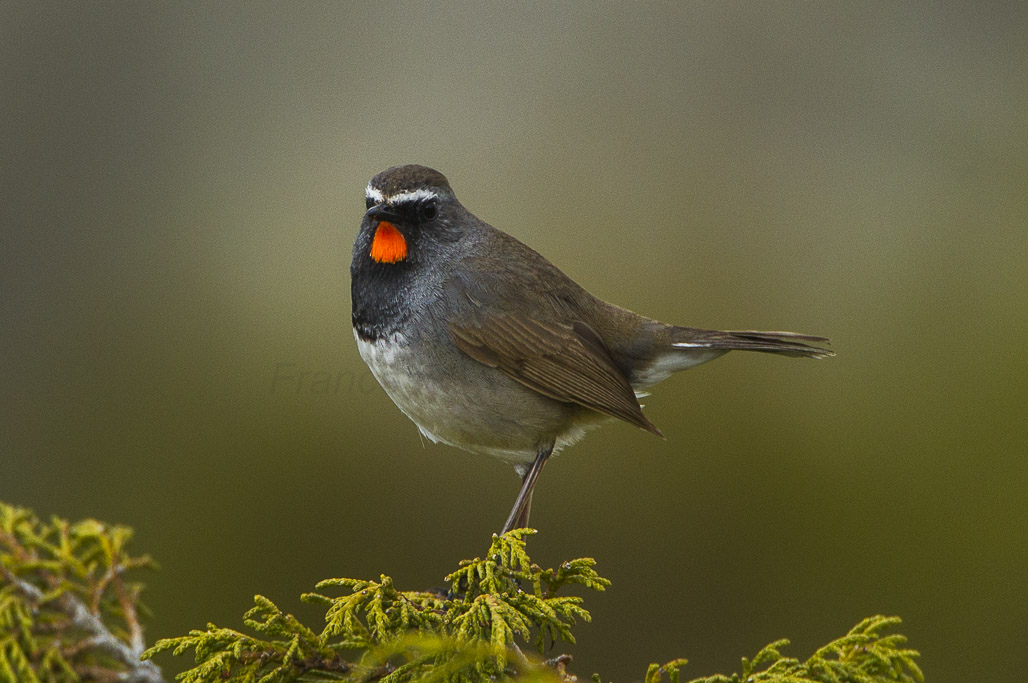
Macho de C. p. ballioni (Kazajistán)

Los adultos son tímidos aunque a veces se posan al descubierto. Por lo general, se ven solos o en parejas durante la época de reproducción. Se alimentan principalmente de pequeños insectos, incluyendo escarabajos y hormigas. Durante la temporada cría el macho canta todo el día desde lo alto de una percha expuesta. El canto es una serie de notas chirriantes con una gran cantidad de variaciones. Las hembras producen un silbido declinado ascendente que sigue una breve nota áspera. La llamada de alarma es un ladrido agudo skyap.